# Río Flon
El Flon es un río en el cantón de Vaud, Suiza .

## Hidronimia
El río Flon toma su nombre del latín flumen o fluminis, que se refería a un río en la antigüedad tardía, y luego simplemente a un curso de agua desde la Edad Media. Por ello, su nombre significa simplemente "curso de agua". Antes del siglo XVII, el Flon se llamaba Laus. Como el sufijo -ona significa agua, la denominación Lausona significa el agua del Laus y se utilizaba para designar la localidad donde el río desembocaba en el lago Lemán. Aunque es incierto, el Flon podría haber dado su nombre a la ciudad de Lausana.

## Geografía
El Flon nace de una red de manantiales en la región de Jorat, en Les Sept Fontaines, en el bosque de Liaises, al norte de Épalinges, y fluye hacia el sur, hacia Lausana. Inicialmente, marca el límite municipal entre Lausana y Épalinges. Continúa en un valle escarpado donde marca el límite entre Épalinges y Le Mont-sur-Lausanne y finalmente, a la altura de Grand-Vennes, entre Le Mont-sur-Lausanne y Lausanne. A continuación, llega al pie de la colina de Sauvabelin antes de alcanzar la altura de La Sallaz. En este punto, una parte del agua se desvía artificialmente hacia el Vuachère, un curso de agua que discurre más al este de la ciudad, mediante una tubería subterránea creada en 1996. La otra parte fluye por la conurbación de Lausana a través del sistema de alcantarillado antes de llegar a la planta de tratamiento de aguas residuales de Vidy. El antiguo lecho, abovedado y enterrado durante los siglos XIX y XX, ya no aparece al aire libre. A él se une el Louve, otro curso de agua enterrado. Anteriormente, el Flon se unía al lago Lemán a la altura del actual puerto de Vidy.
El Flon también dio nombre a un barrio de la ciudad, construido en las superficies ganadas al enterrar el río. Su zona de captación es de 23,0 km².

### Hidrología
En Capelard, en Lausana, el caudal medio anual del Flon fue de 0,669 m³ en 2011. Antes de la instalación del desvío, era de 1,2 m³/s (1993-95). En todo el periodo de 1993 a 2011, el caudal medio fue de 0,926 m³/s. El caudal máximo se alcanzó el 31 de diciembre de 2003 con 50,8 m³/s, con un caudal medio de 15,7 m³/s el mismo día. El caudal medio diario mínimo se alcanzó en julio del mismo año con 0,261 m³/s.

## Historia
En el siglo XVIII, el Flon servía para hacer funcionar una docena de molinos, curtidurías y aserraderos. También sirvió de alcantarilla al aire libre para la ciudad de Lausana. A partir de 1836, tras una epidemia de cólera y debido a la creciente urbanización de la ciudad, el tramo del río que atraviesa Lausana fue gradualmente canalizado y luego enterrado. En 1928-1929, la parte inferior de su curso en el Valle de la Juventud fue captada en dos compuertas que conducían sus aguas contaminadas directamente al fondo del lago. Estas obras de drenaje también permitieron sanear las orillas de Vidy y facilitaron su transformación en un lugar de esparcimiento con la apertura de los baños de Bellerive en 1937
Desde 1933 hasta los años 50, le tocó el turno al valle que se encuentra bajo la actual avenida de Provenza. El Flon fue abovedado y el valle rellenado con material de relleno. La confluencia con el Galicien a la entrada del Valle de la Juventud se cubrió hacia 1949.
A principios de los años sesenta, el Valle de la Juventud y la zona de Vidy se reurbanizaron para acoger la exposición nacional de 1964 y se puso en marcha la depuradora de Vidy. A partir de entonces, el agua se depuraba antes de ser introducida en el lago, lo que se hacía mediante una tubería submarina situada a 350 metros de la orilla y a una profundidad de 10 metros.
El abovedamiento de la parte superior del valle hasta La Sallaz se llevó a cabo hasta bien entrada la década de 1960

## Comunas atravesadas
El Flon recorre la frontera entre los municipios de Mont-sur-Lausanne y Épalinges antes de entrar en Lausana.